# Триумф духа
«Триумф духа» (англ. Triumph of the Spirit) — художественный фильм режиссёра Роберта М. Янга.

## Сюжет
В основу сюжета положена реальная история. Еврей, портовый грузчик из греческого города Салоники, Саламо Арух, с юности страстно увлекается боксом и в 17 лет становится чемпионом Балкан в среднем весе. В 1943 году он, его семья и невеста Аллегра, вместе с другими евреями города был отправлен в концентрационный лагерь Освенцим. Там его опознаёт офицер СС, сам боксёр в прошлом, после чего вынуждает Саламо боксировать с другими узниками концлагеря для развлечения эсесовцев. Выбор у Саламо прост и страшен: если выиграет — получит буханку хлеба и сможет ещё несколько дней поддержать свою жизнь и жизнь своих родных, а если проиграет — будет убит в газовой камере. Один за другим гибнут все его родственники, и только любовь к Аллегре даёт ему силы пройти через нацистский ужас…

## Судьба прототипа главного героя
Греческий еврей Саламо Арух провёл в концлагере 200 поединков, не проиграв ни одного боя. После войны он женился, а в 1945 году переехал в Палестину. После создания государства Израиль Саламо занялся предпринимательской деятельностью, а бокс превратился в его хобби. Легендарный боксёр скончался 26 апреля 2009 года в возрасте 86 лет после продолжительной болезни.

## В ролях
- Уиллем Дефо — Саламо Арух
- Роберт Лоджиа — отец
- Эдвард Джеймс Олмос — цыган
- Костас Мэндилор — Аврам Арух
- Уэнди Газелл — Аллегра
- Келли Вульф — Елена
- Эдвард Жентара — Януш
- Хартмут Беккер — майор Раушер
- Анджей Воячек — капо Отто
- Ежи Гралек — капо Кыр

## История проката

### Даты премьер
Даты приведены в соответствии с данными IMDb.
- США — 8 декабря 1989 (премьерные показы в Нью-Йорке и Лос-Анджелесе)
- США — 2 февраля 1990 (ограниченный прокат)
- Швеция — 6 апреля 1990
- Австралия — 10 мая 1990
- Австрия — 8 июня 1990
- Финляндия — 8 июня 1990
- Великобритания — 22 июня 1990
- Португалия — 27 июля 1990
- Венгрия — 31 мая 1991

### Реакция критиков
В своей рецензии The New York Times высоко оценила актёрские работы Дефо («ужасно хорош») и Лоджии («незабываемая физическая работа»), но в целом ленту охарактеризовала как «совершенно рутинную», банальную и сентиментальную, особо выделив «чрезвычайно навязчивое звуковое сопровождение».
Также выделив «назойливый звук», Rolling Stone нашёл весь актёрский состав мелодраматичным и излишне эмоциональным за исключением «строгой игры» Дефо, а сам фильм — «серьёзным, но удручающе бестолковым».
Журнал Time отметил, что кинокартина «слишком почтительна к предмету повествования, чтобы предоставить нечто большее, чем набор благородных клише», подчеркнул «мягкую режиссуру» Янга и в конце заключил, что «единственное и значительное достоинство фильма — в демонстрации различных типов поведения людей в своих отчаянных попытках сохранить жизнь в концлагерях».
Роджер Эберт на страницах Chicago Sun-Times отметил высокую достоверность показа условий существования в концлагере, но пришёл к выводу, что создатели фильма, «ослеплённые тем, что экранизируют историю жизни реального человека, что всё это действительно происходило, предполагают, что смысл фильма только в этой самой достоверности и заключается».
Книга 2005 года «Projecting the Holocaust Into the Present» хотя и признаёт в целом отрицательные критические отзывы на картину Янга, но полагает, что «изображение морально-этической пустоты, созданной нацистами в Освенциме, делает фильм волнующим и впечатляющим».

### Спор об авторстве
После выхода фильма на экраны друг детства и первый спарринг-партнёр Саламо Аруха Яаков Разон подал в суд иск на сумму, превышающую 20 миллионов долларов США, к продюсерам фильма и Аруху. Разон утверждал, что фильм на самом деле рассказывает историю его собственной жизни.
Судьба Разона действительно во многом схожа с судьбой Аруха: они оба были греческими боксёрами еврейского происхождения, родились в одном городе, выступали за один и тот же клуб, были интернированы в Освенцим примерно в одно и то же время, и оба были вынуждены участвовать в боксёрских поединках со смертельным исходом в лагере для развлечения нацистов. Сам Арух вспоминал, что возможность его боя с Разоном обсуждалась незадолго до освобождения Освенцима советскими войсками.
При этом Яаков (Жако) Разон является второстепенным персонажем фильма (его роль исполнил Карио Салем). По сюжету, после того, как Арух последовательно теряет всех своих близких (кроме невесты), немецкий офицер вынуждает его драться с Разоном. Арух отказывается из-за плохого физического состояния Разона и явно неравных шансов для последнего, после чего немец убивает Разона.
Дело было урегулировано мировым соглашением между сторонами, Разон получил 30 000 долларов США за отказ от иска.